# 夜な夜なてれび
『夜な夜なてれび』（よなよなテレビ）は、2003年8月7日から2008年8月7日まで山陰放送（BSSテレビ）で月に1回のペースで放送されたバラエティ番組。放送時間は毎月第1木曜 25:00 - 25:30 (JST)。

## 概要
BSSテレビの数少ない自社製作番組の1つである。直後の時間帯には、同じく自社製作番組の『これじゃないと☆鳥取ナイト』が放送されていた。
内容はかなり下ネタが多く、出演者のべるをがヘッドホンをつけてアダルトビデオを鑑賞したり、女性出演者と性生活について談義をしたりするコーナーが設けられていた。さすがにビデオの映像は流れないが、音声は微かに流れていた。ほか、山陰地方のパチンコホールを紹介するコーナーも設けられていた。番組は基本的にはべるを達のみで進行していたが、時々ゲストを呼ぶこともあった。なお、当番組の公式サイトは設けられていない。
番組の終了後、同枠では後継番組の『笑劇的電音箱』がスタートした。

## 出演者
- べるを
- マユ
- レイコ
- マイ